# Tsujius
Tsujius is een kevergeslacht uit de familie van de boktorren (Cerambycidae). De wetenschappelijke naam van het geslacht werd voor het eerst geldig gepubliceerd in 2001 door Ikeda.

## Soorten
Tsujius is monotypisch en omvat slechts de volgende soort:
- Tsujius itoi Ikeda, 2001